# Stelis rostrata
Stelis rostrata är en orkidéart som beskrevs av Carlyle August Luer. Stelis rostrata ingår i släktet Stelis och familjen orkidéer. Inga underarter finns listade i Catalogue of Life.